# 馬丁·沃爾弗拉姆

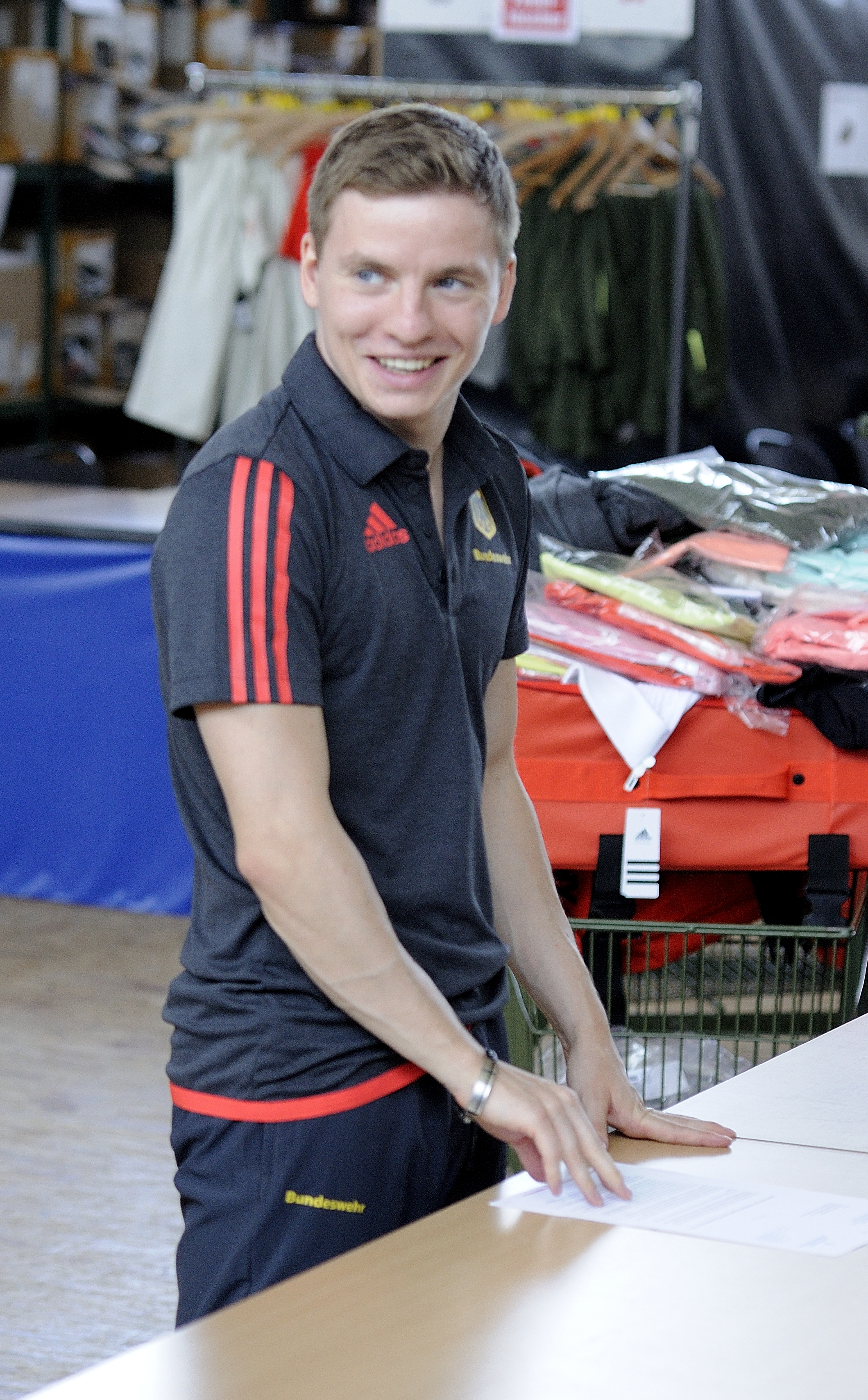

馬丁·沃爾弗拉姆（德語：Martin Wolfram，1992年1月29日—）是德國的一位跳水運動員。他代表德國參加了2012年倫敦奧運會。2016年奧運會上，他在男子組單人10公尺跳台的比賽上獲得第5名。
在2021年舉行的跳水世界盃，獲得男子組單人3公尺跳板金牌，加冕世界冠軍。